# Мирна Кеннеди
Ми́рна Ке́ннеди (англ. Merna Kennedy), урождённая Мод Калер (Maude Kahler; 7 сентября 1908 — 20 декабря 1944) — американская киноактриса, снимавшаяся в конце эпохи немого кино и в звуковых фильмах.

## Биография
Мирна родилась 7 сентября 1908 года в городе Канкаки, штат Иллинойс. С девяти лет выступала на сцене. В 1928 году на неё обратил внимание Чарли Чаплин и пригласил в свою картину «Цирк», которая затем была удостоена премии «Оскар». По слухам во время съёмок у неё с Чаплином был роман.
Несмотря на столь многообещающий старт, Мирне не удалось утвердиться среди звезд Голливуда. В 1929 году она появились в трёх немых фильмах, и критики благосклонно отзывались о её игре. После начала эры звукового кино она продолжала довольно стабильно сниматься, однако преимущественно на второстепенных и эпизодических ролях.
В 1934 году актриса вышла замуж за кинорежиссёра Басби Беркли и ушла из кино. Спустя год они развелись. Возобновить кинокарьеру Мирне не удалось. 20 декабря 1944 года она скончалась от сердечного приступа в возрасте 36 лет.

## Избранная фильмография
| Год  |   | Русское название | Оригинальное название | Роль                                     |
| ---- | - | ---------------- | --------------------- | ---------------------------------------- |
| 1930 | ф | Король джаза     | The King of Jazz      | второй репортёр / жена / незамужняя жена |